# Première circonscription de Kemkem
La première circonscription de Kemkem est une des 135 circonscriptions législatives de l'État fédéré Amhara, elle se situe dans la Zone Sud Gonder. Son représentant actuel est Tsegaye Ahmed Seid.